# Antonio Federighi

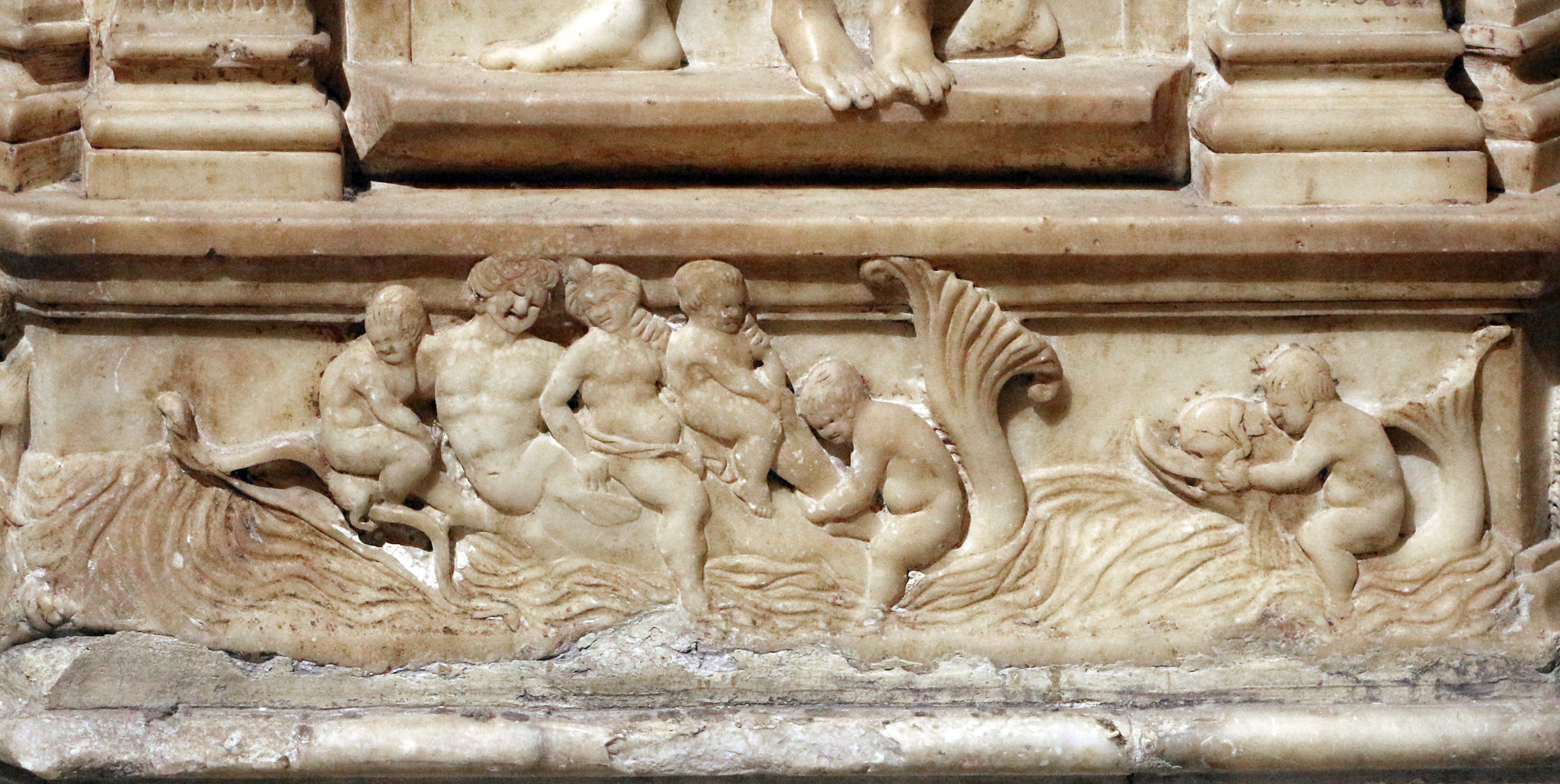
Sockelrelief all'antica am Taufbrunnen der Kathedrale von Siena, 1465–68

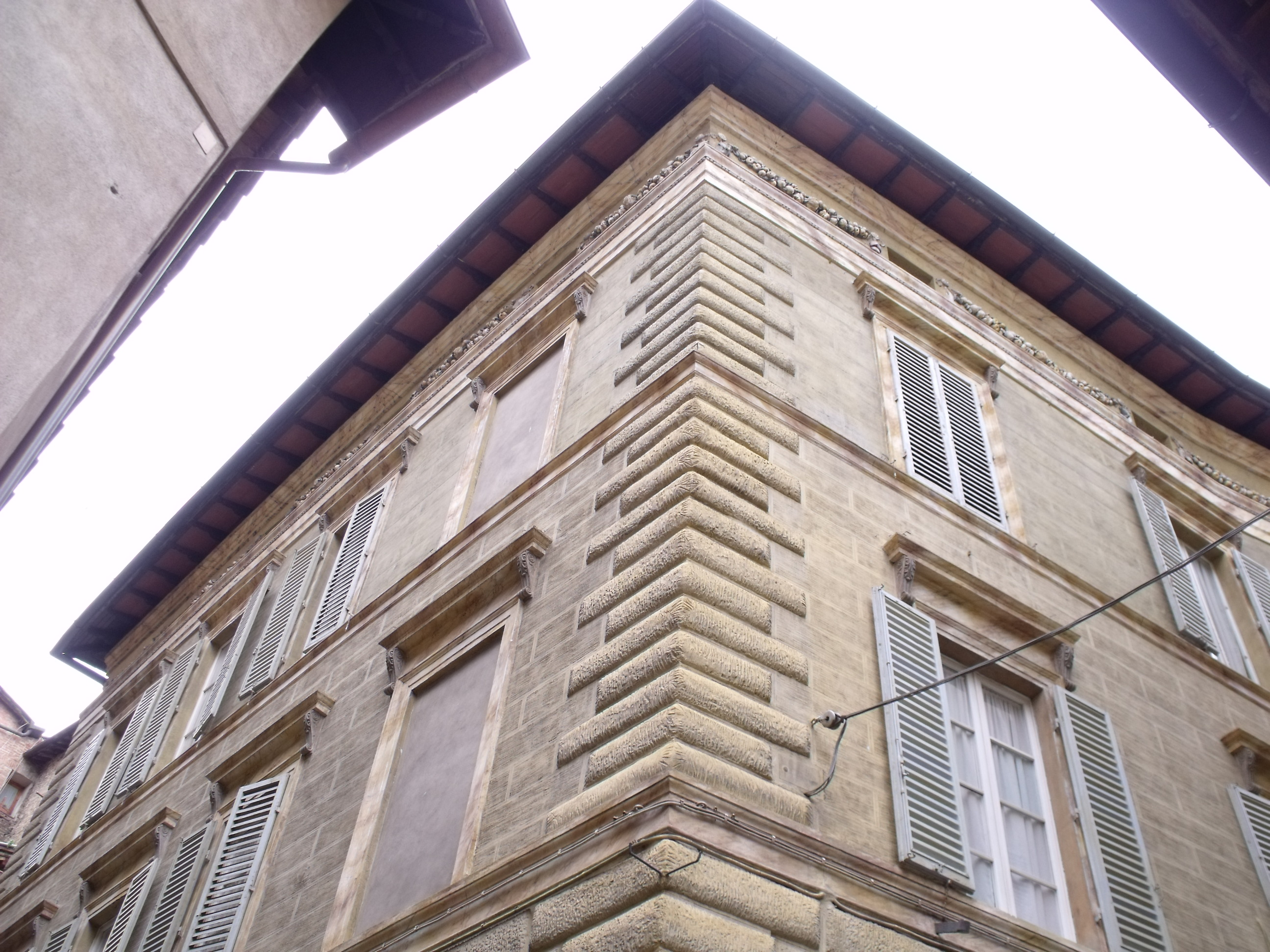
Ehemaliges Wohnhaus des A. Federighi in der Via delle Donzelle (Contrada Civetta), von ihm 1443 erworben und später umgestaltet (rustizierte Ecken, Konsolen über großen Fenstern, Dachgesims mit Girlandenfries)

Antonio Federighi (* um 1420 in Siena; † 15. Januar 1483 ebenda) war ein italienischer Architekt und Bildhauer.

## Leben

### Frühe Jahre in Siena
Antonio Federighi (auch Antonio Federighi di Federigo dei Tolomei) wurde um 1420 in Siena als Sohn des Federigo Tolomei (der seneser Adelsfamilie Tolomei bzw. de’ Tolomei) geboren. Er wird erstmals 1438 in den Geschäftsbüchern der Domopera in Siena dokumentiert, als er den Dombaumeister (Capomaestro) und seinen Lehrer Jacopo della Quercia in dessen letztem Lebensmonat zu Hause begleitet. Noch als „gharzone deluopara“, einem 'Jungen der Bauhütte', also wohl als Lehrling, geführt, erhielt er ein bescheidenes Jahresgehalt. Nach dem Tode della Quercias blieb er unter dem neuen Capomaestro Pietro di Tommaso del Minèlla (* 1391 in Siena; † 1458 ebd.) und arbeitete mit ihm und anderen 1444 bereits selbst als Meister an der Grabplatte des Bischofs Carlo Bartoli in der Kapelle San Crescenzio im Dom zu Siena. Kurze Zeit vorher erstellte er mit del Minèlla, Giovanni Sabatelli, Castorio di Manni und Nanni di Niccolò vier Fenster und ein Portal im Renaissancestil für die Chiesa delle Carceri di Sant’Ansano in Castelvecchio. Im Frühjahr 1448 brach er zu seiner ersten Reise nach Rom auf, wo er sich wenige Monate aufhielt. Hier wurde er an den Hof von Papst Nikolaus V. gerufen und traf sich mit Leon Battista Alberti, den er wahrscheinlich schon 1443 in Siena kennenlernte, und den Brüdern Antonio und Bernardo Rossellino, die zu dieser Zeit im Dienst des Papstes standen. Im September des gleichen Jahres erwarb er in Siena Anteile an einem Haus in der Via della Donzelle in der Contrada Civetta (Eule, Terzo di San Martino, wahrscheinlich Nummer 5), welches er aber erst 1461 vollständig erwerben konnte und wo er bis zu seinem Tode mit seiner Frau Ravignana di Deo Ranuccini und den Kindern Aurelio (* 1469), Ortensio (* 1471), Federigo (* 1473) und Giulia lebte. Von einer zweiten Romreise im Jahr 1450 sind nur die Planungen dokumentiert, sicher ist dagegen die Ernennung zum Capomaestro des Domes von Siena im gleichen Jahr. Hier führte er ab Mai 1451 mit seinem deutschen Assistenten Vito di Marco Sgraffiti am Fußboden des Seitenschiffes durch. Diese heute nicht mehr vollständig vorhandenen Figure di Sibille wurden später von Benvenuto di Giovanni, Matteo di Giovanni und Neroccio di Bartholomeo di Benedetto de’ Landi ergänzt. Zudem begann er mit Sgraffito am Fußboden des Baptisterium San Giovanni im Sieneser Dom, wiederum mit Vito di Marco und nach Zeichnungen von Nastagio di Guasparre. An beiden Sgraffiti arbeitete er noch Jahre später und ergänzte Teilstücke.

### Dombaumeister in Orvieto und Siena

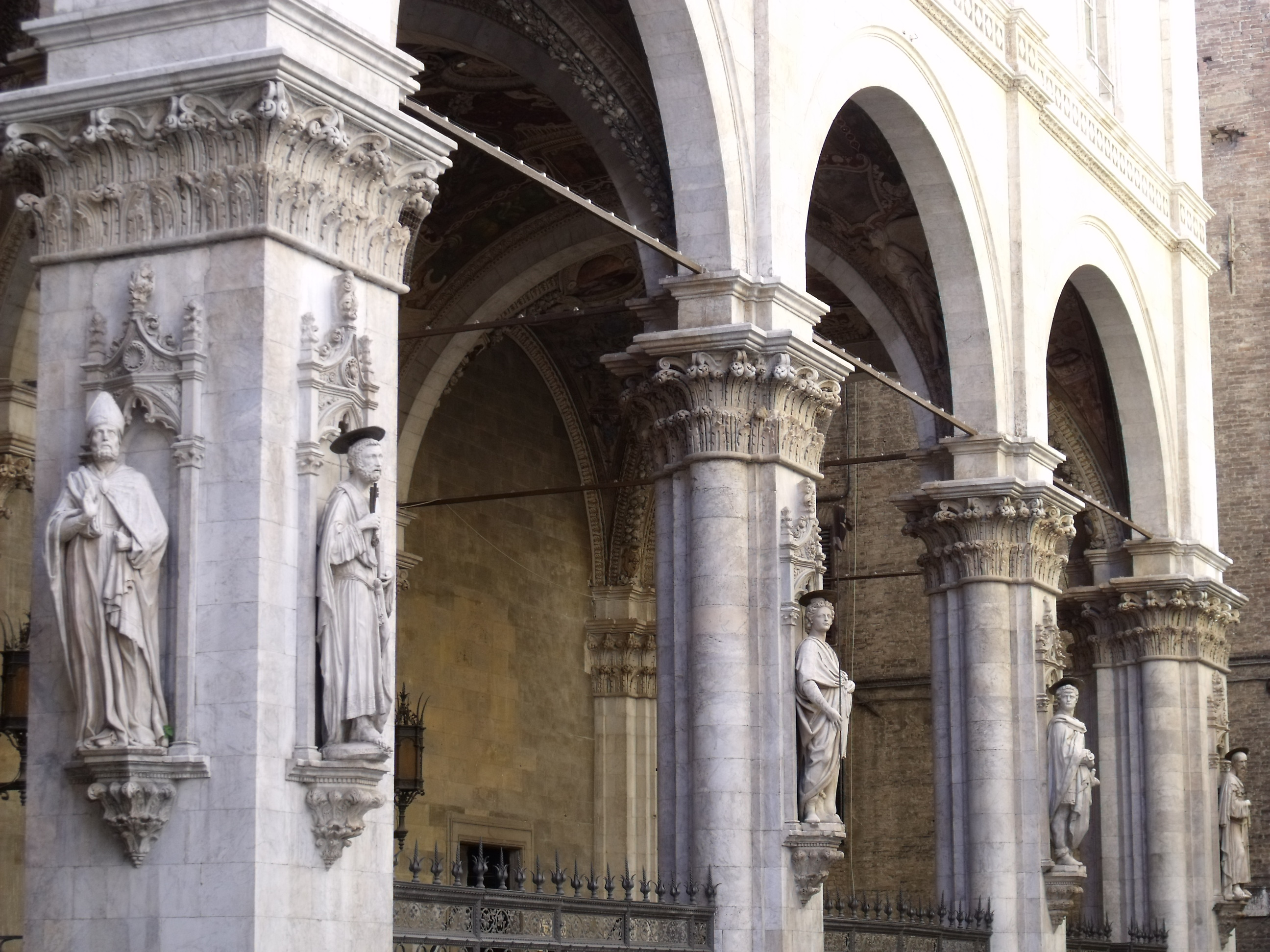
Die fünf Statuen der Loggia della Mercanzia in Siena: (von links) San Savino (Federighi), San Pietro (Vecchietta), Sant’Ansano (Federighi), San Vittore (Federighi) und San Paolo (Vecchietta), 1457–59

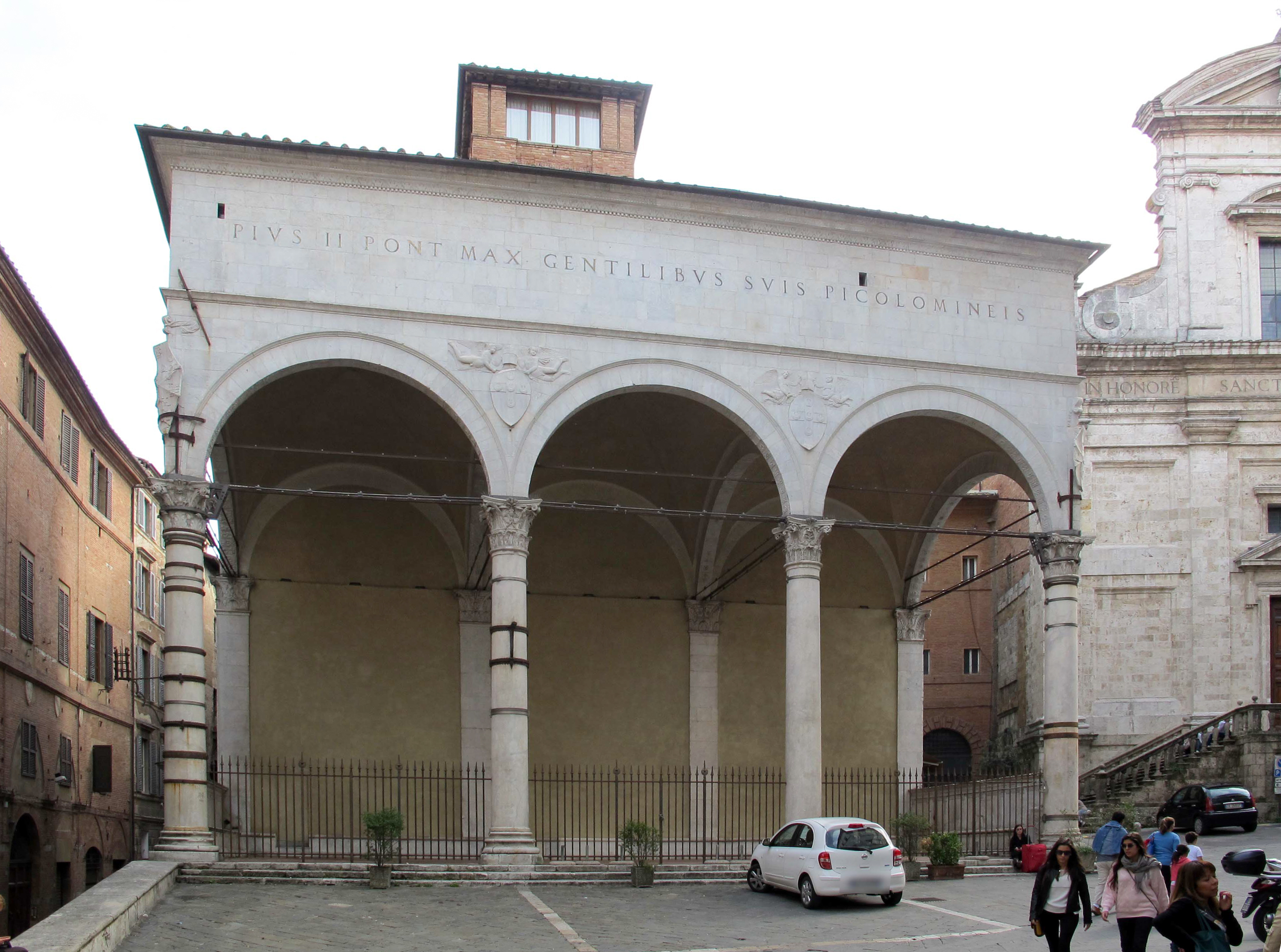
Le Logge del Papa, Siena, 1460–63 oder 1466

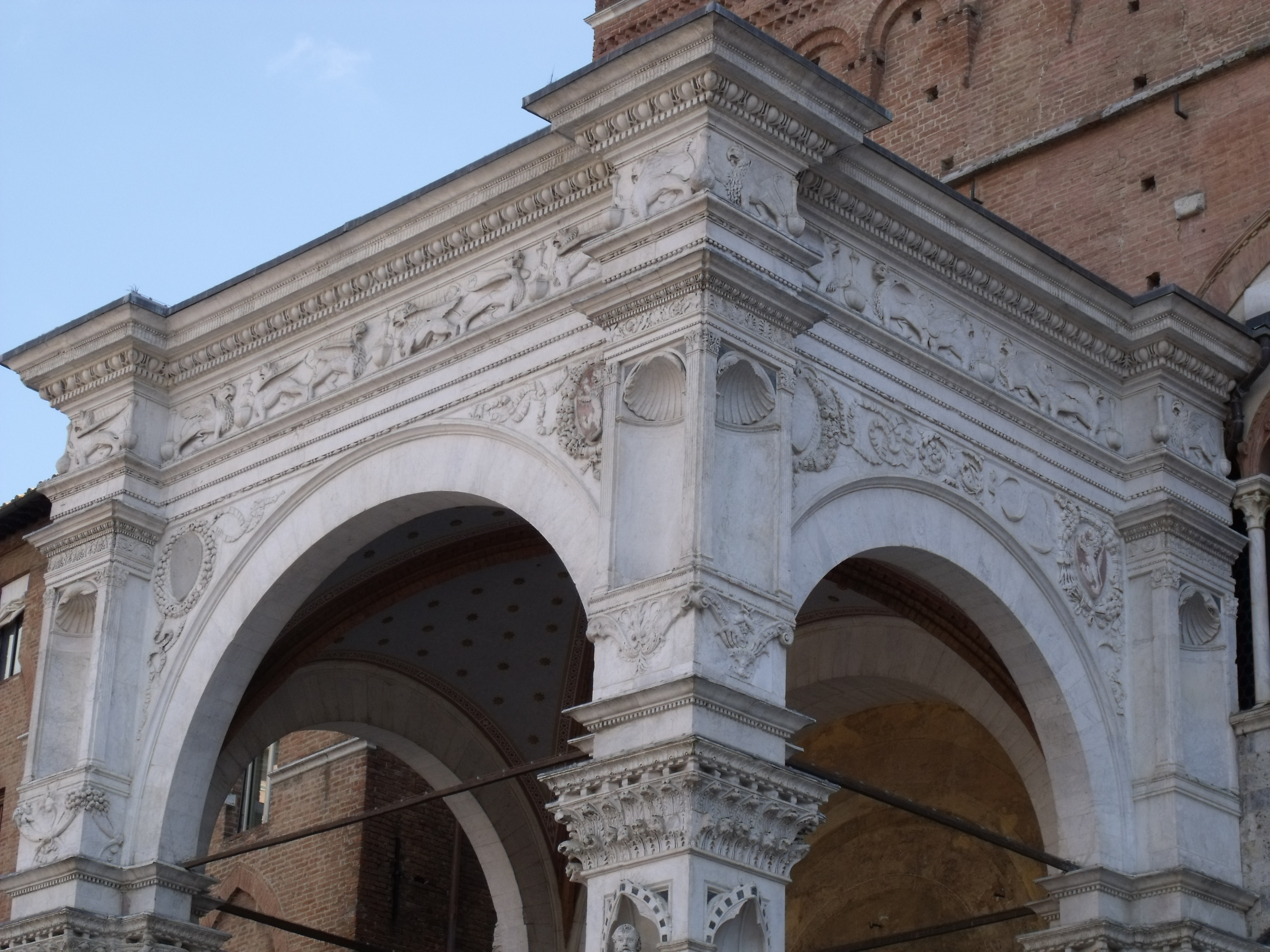
Die von Federighi angefertigte Dachkonstruktion der Cappella di Piazza am Palazzo Comunale, Piazza del Campo, Siena, zw. 1460–70

Am 14. September 1451 nahm Federighi die Stelle des Capomaestro im Dom von Orvieto an, wo er mit Vito di Marco fünf Jahre blieb, allerdings 1453 auch Arbeiten an der Domfassade von Sant’Andrea Apostolo in Carrara ausführte und 1454 weitere Marmorblöcke von Orvieto nach Carrara schickte. Hier entstand ein Taufbecken, zudem wurde am 11. September 1456 seine Sibyllenstatue aus Marmor im Dom von Orvieto enthüllt, doch bereits Anfang 1457 kehrte er nach Siena zurück, wo er zunächst vier Statuen für die Loggia della Mercanzia fertigstellte: San Savino, Sant’Ansano, San Vittore und einen San Pietro. Ebenfalls die Panicale? auf der rechten Seite stammt aus seiner Hand, dort werden Ercole und Onfale an den äußeren Enden dargestellt, in der Mitte finden sich die Figuren Caronda, San Vittore, Lucio Giunio Bruto, Sant’Ansano und Zaleuco di Locri, während die linksseitige Panicale Urbano da Cortona zugeschrieben wird. Weitere Arbeiten an Statuen für die Mercanzia blieben ihm verwehrt, da Donatello engagiert wurde (aber nie ein Werk ablieferte) und Vecchietta ebenfalls eine Figur des San Pietro erstellte, welche 1462 die seine dort seit März 1459 ausgestellte ersetzte (Federighis Statue befindet sich heute im Dommuseum).
Als Enea Silvio Piccolomini, der, seit 1450 Bischof von Siena, Federighi wohl schon kannte, im Jahr 1458 zum Papst Pius II. ernannt worden war, machte er ihn zum päpstlichen Architekten. Federighi errichtete im Jahr darauf für ihn das Grabmal seiner Eltern Vittoria Forteguerri und Silvio Piccolomini in der Basilica di San Francesco sowie weitere Bauwerke (wahrscheinlich eine residenza und eventuell einen Brunnen), die durch den Brand in der Basilika 1655 zerstört wurden.

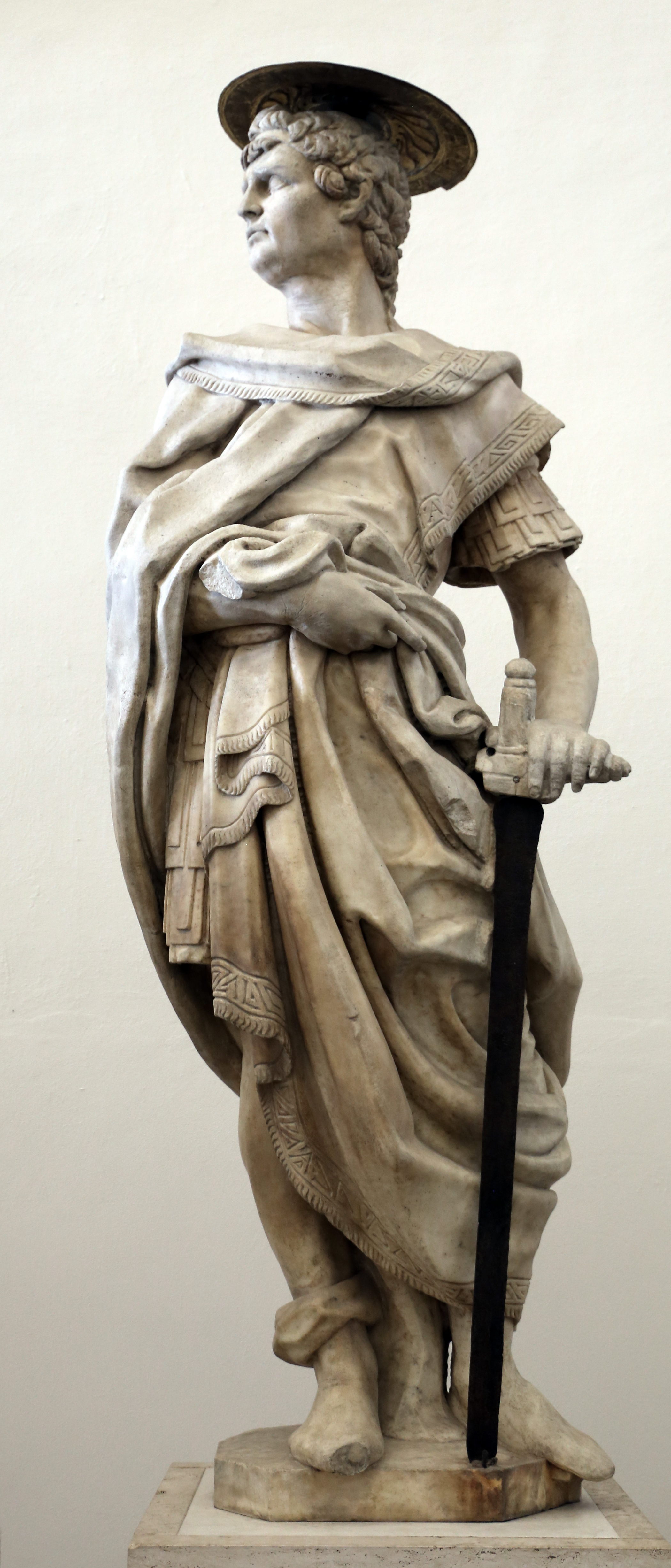
Federighis San Vittore für die Loggia della Mercanzia in Siena, 1459 (Original heute in Santa Maria della Scala)

Im Oktober 1458 erhielt er, wahrscheinlich durch die Intervention Pius II., die Stelle des Capomaestro des Domes in Siena zurück, die er bis 1480 behielt und in der er 1459 das Fußbodensgraffito Cieco che guida il cieco (Gleichnis von den beiden Blinden) fertigstellte, welches sich heute im Dommuseum befindet. Um 1462 errichtete er zudem das Weihwasserbecken für das Baptisterium des Domes. Die Capella di Palazzo dei Diavoli (auch Capella dei Turchi genannt) im Palazzo dei Diavoli im Norden Sienas und außerhalb der Stadtmauern wurde 1460 vollendet, der Bau soll zirka ein Jahr zuvor begonnen worden sein. Bei der Ausschreibung von Papst Pius II. zum Bau der Loggia del Papa (auch Le Logge del Papa) in Siena 1460 setzte er sich gegen Vecchietta durch und vollendete das Gebäude wahrscheinlich im Oktober 1463, spätestens aber 1466. Da die architektonische Ausrichtung der Loggia im Widerspruch zu den umliegenden Gebäuden steht und aufgrund der Nähe zum Palazzo Piccolomini (Baubeginn 1469 im Auftrag der Neffen von Pius II, Giacomo und Andrea Piccolomini Todeschini, Architekt war Pier Paolo del Porrina, Fertigstellung um 1510) in der Via Banchi di Sotto wird vermutet, dass das Projekt der Logge del Papa Teil einer größeren Umstrukturierung des Umfelds zu Ehren oder zum Vorteil der Piccolomini war, die durch den späteren Machtverlust der Familie nicht vollendet werden konnte. Fast gleichzeitig widmete er sich dem Projekt der Fertigstellung der Cappella di Piazza, der Kapelle des Palazzo Pubblico an der Piazza del Campo. Die 1352 errichtete Kapelle blieb ohne Dach, sodass die Stadt Siena am 4. März 1460 per Dekret die Vollendung anordnete. Der Auftrag an Federighi sah die Beendigung der Arbeiten innerhalb von einem Jahr vor, allerdings wurden die letzten Baugerüste erst am 3. August 1470 entfernt.

### Das Spätwerk in Sarteano und Siena

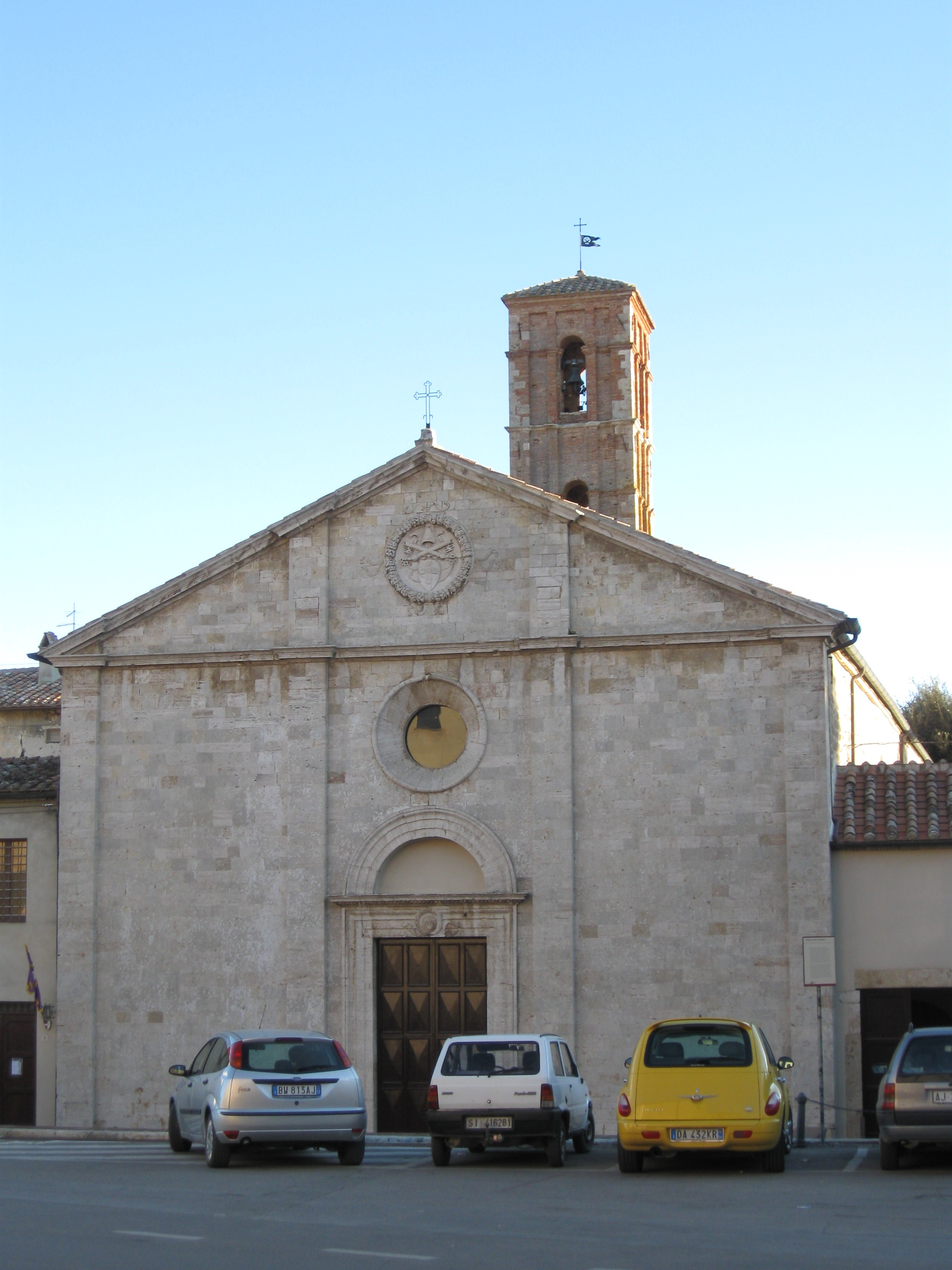
Travertinfassade der Kirche San Francesco in Sarteano, 1480 fertiggestellt

Die Fassade des Oratorio di Santa Caterina am Santuario di Santa Caterina sowie die gesamten Umbauarbeiten des Komplexes beschäftigten Federighi von 1464 bis 1474, wobei der künstlerische Einfluss nicht genau bestimmt werden kann. Als gesichert gilt, dass er als Dombaumeister die Arbeiten beaufsichtigte. Zwischen 1467 und 1474 hielt er sich häufig in Sarteano auf, um mit anderen Künstlern und Architekten wie Il Vecchietta und wahrscheinlich Guidoccio Cozzarelli im Auftrage der Familie Piccolomini und dem späteren Papst Pius III. an der Festung (Fortezza di Sarteano, auch Castello oder Rocca genannt) zu arbeiten, die Travertinfassade der Chiesa di San Francesco fertigzustellen und den Familiensitz der Piccolomini in Sarteano, den Palazzo Piccolomini, zu errichten. Aufgrund der Ähnlichkeiten der Fassaden von San Francesco in Sarteano und der Chiesa di Santa Maria delle Nevi in Siena wird ihm auch dieses Werk zugeschrieben und auf 1471 datiert. 1480 verlor er seinen Titel als Dombaumeister zu Siena an Alberto Aringhieri, wahrscheinlich durch politische Umstände und den Machtverlust der Familien Piccolomini und Spannocchi in Siena, die als seine Unterstützer galten. Als sein letztes Werk gilt das Bodensgraffito Sibylle von Erythrai von 1482 im Dom zu Siena, bevor er am 15. Januar 1483 in seinem Haus in der Via delle Donzelle in Siena verstarb. Er wurde in der Basilica di San Francesco in der Nähe des Grabmals der Piccolomini beigesetzt.

### Vermutetes Wirken

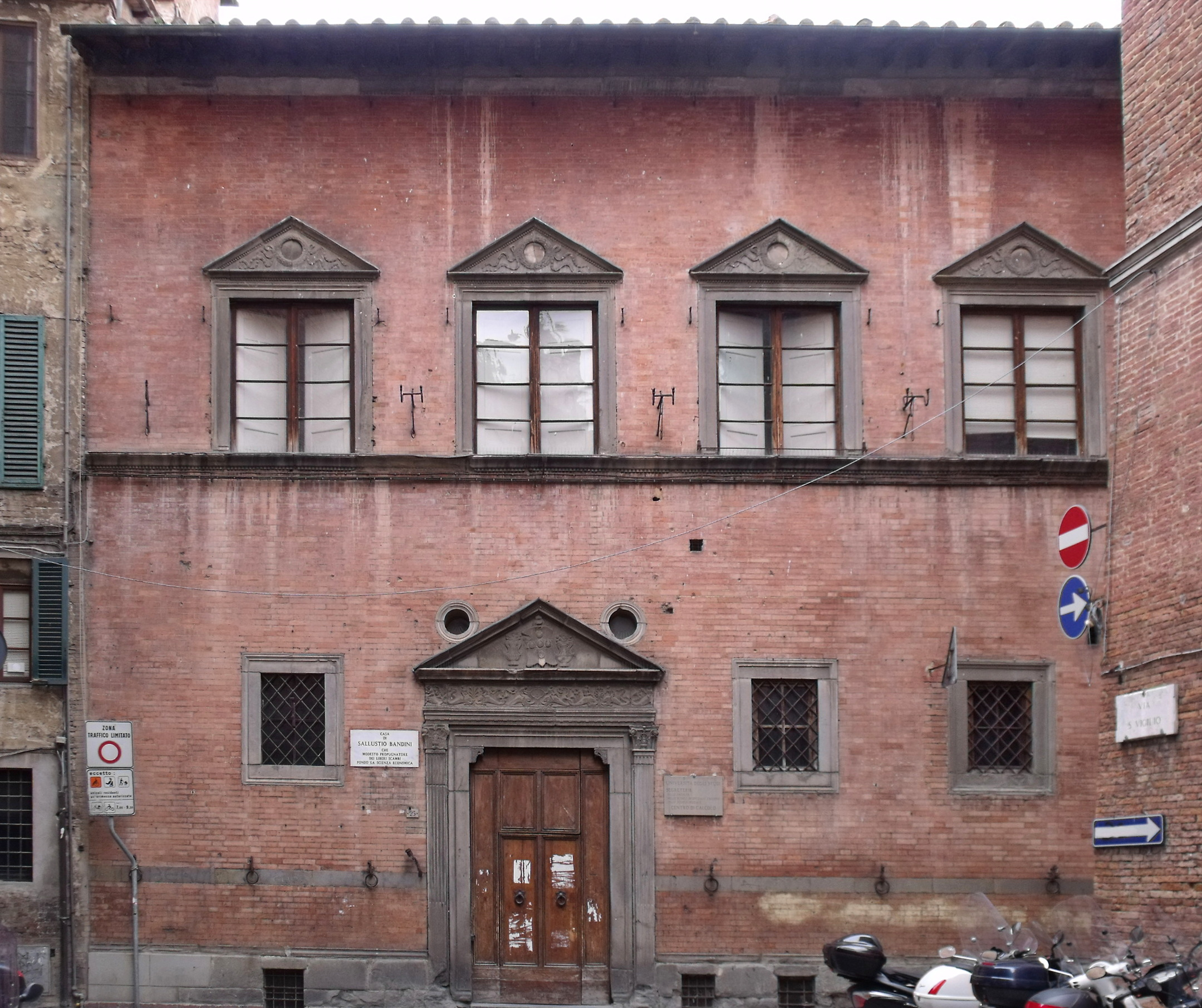
Der Palazzo Bandini Piccolomini in der Via Sallustio Bandini

Posthum wurden ihm weitere Arbeiten zugeschrieben, die aber nur unzulänglich dokumentiert sind. So erscheint er auf einem Zahlungsbeleg vom 15. Juni 1470 zu Reparaturarbeiten am Torre del Mangia, den kurze Zeit vorher ein Blitzschlag erheblich beschädigte. Seine genaue Rolle bei diesen Arbeiten bleibt aber unklar. Ebenso bleibt seine Rolle beim Ausbau der Bottini, einem unterirdischen Kanalsystem zur Bewässerung Sienas, im Verborgenen. Gesichert ist, dass er im Jahr 1480 Zahlungen im Wert von 80 Lire für Arbeiten an den Bottini erhielt. Auch verschiedene Palazzi in Siena werden seinem Werk zugeschrieben, wobei sein Beitrag als Architekt nicht gemessen werden kann, sondern nur aufgrund von stilistischen Übereinstimmungen mit ihm in Verbindung gebracht werden. Dazu gehören der Palazzo Bandini Piccolomini, Wohnhaus des Politikers und Wirtschaftswissenschaftlers Sallustio Bandini in der Via Sallustio Bandini 25 (damals Via dei Miracoli, heute Studentensekretariat der Universität Siena), der Palazzo Constantini in der Via Montanini 72 sowie sein eigenes Wohnhaus in der Via delle Donzelle. Auch sein Wirken an der Piusstatue in San Benedetto in Polirone nach dem Papstbesuch 1460 ist nicht belegt.

## Werke (Auswahl)

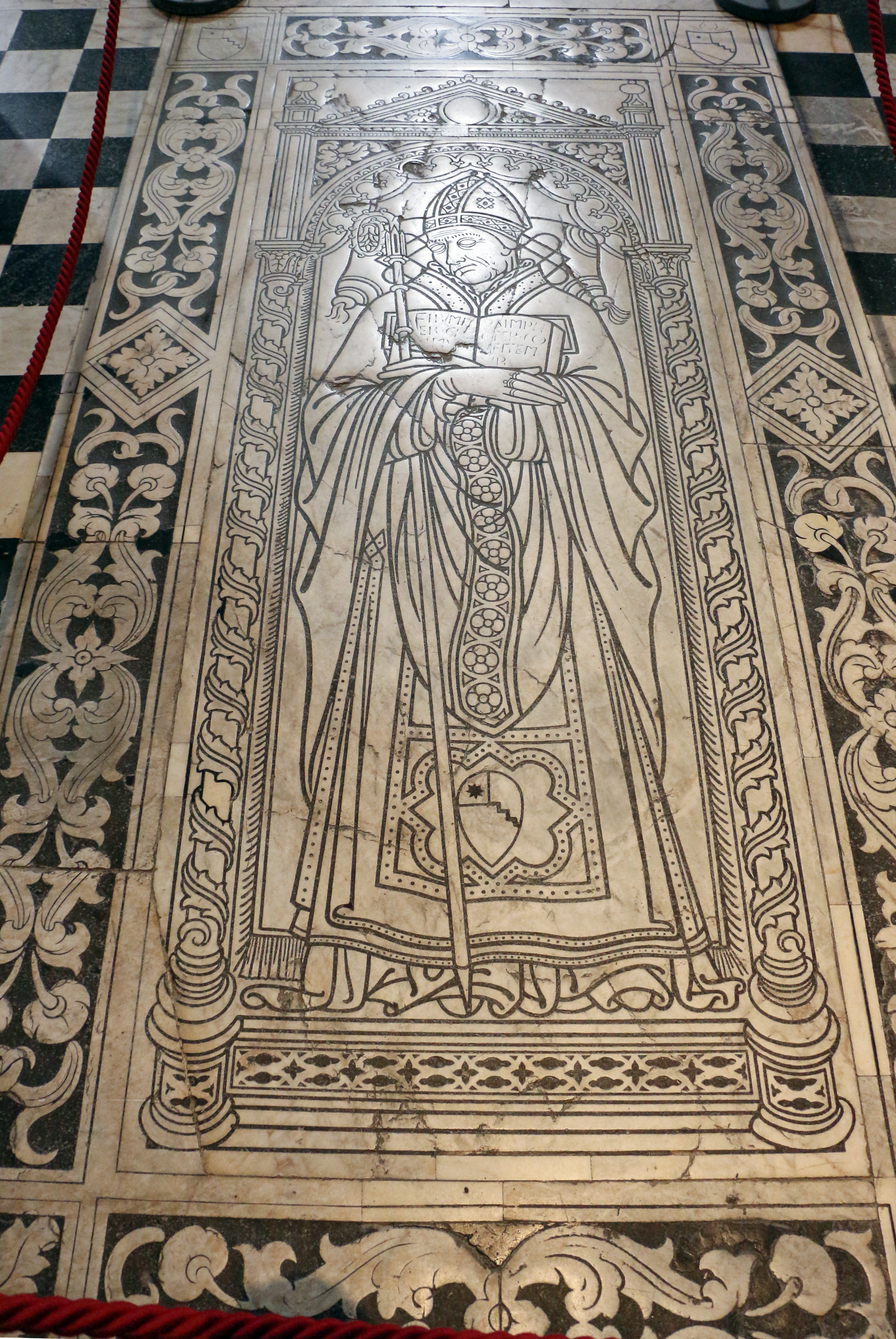
Bodengrabplatte des Giuliano da Como, 1444, Siena, Dom
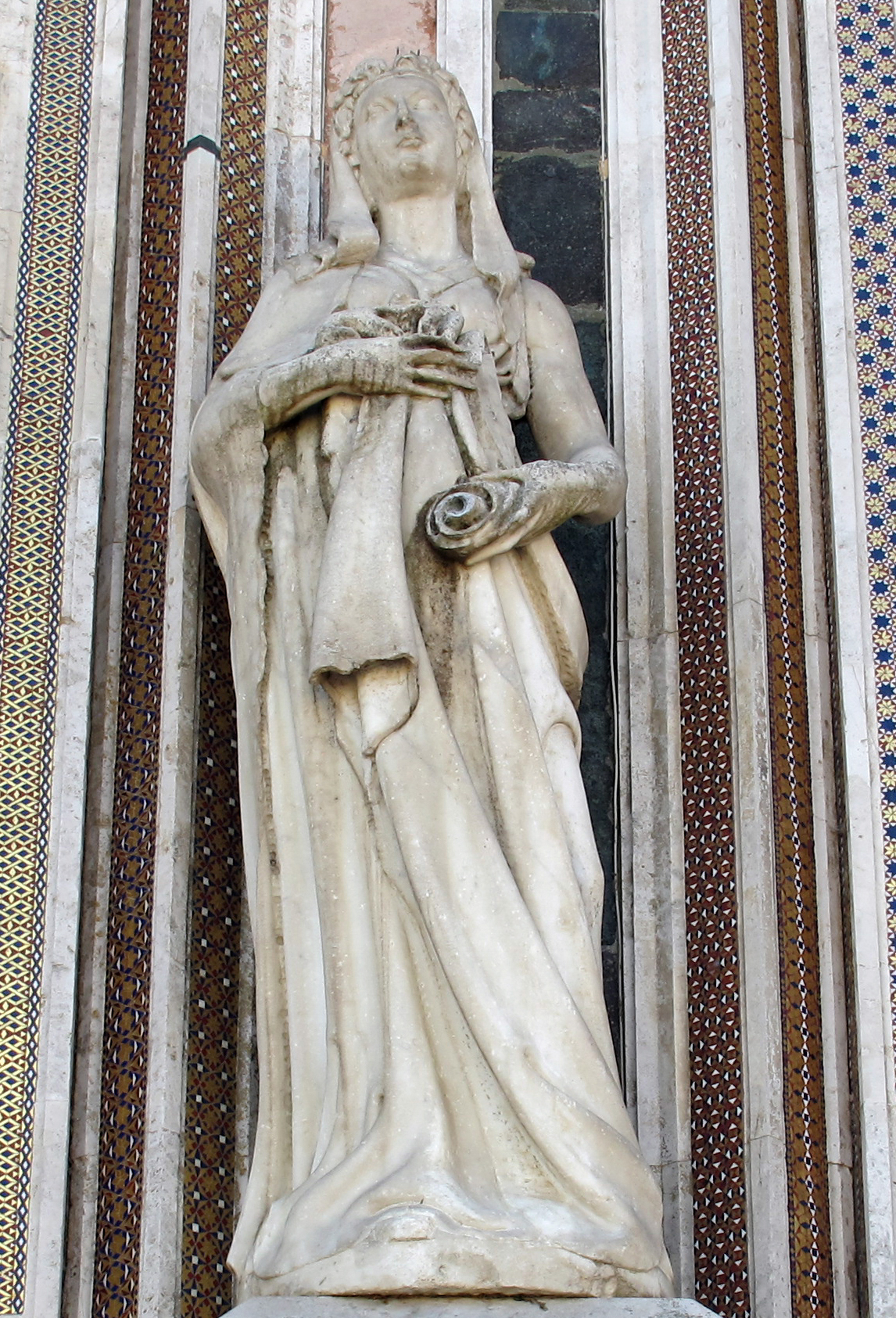
Sibylle von Erythrai, 1456, Orvieto, Dom
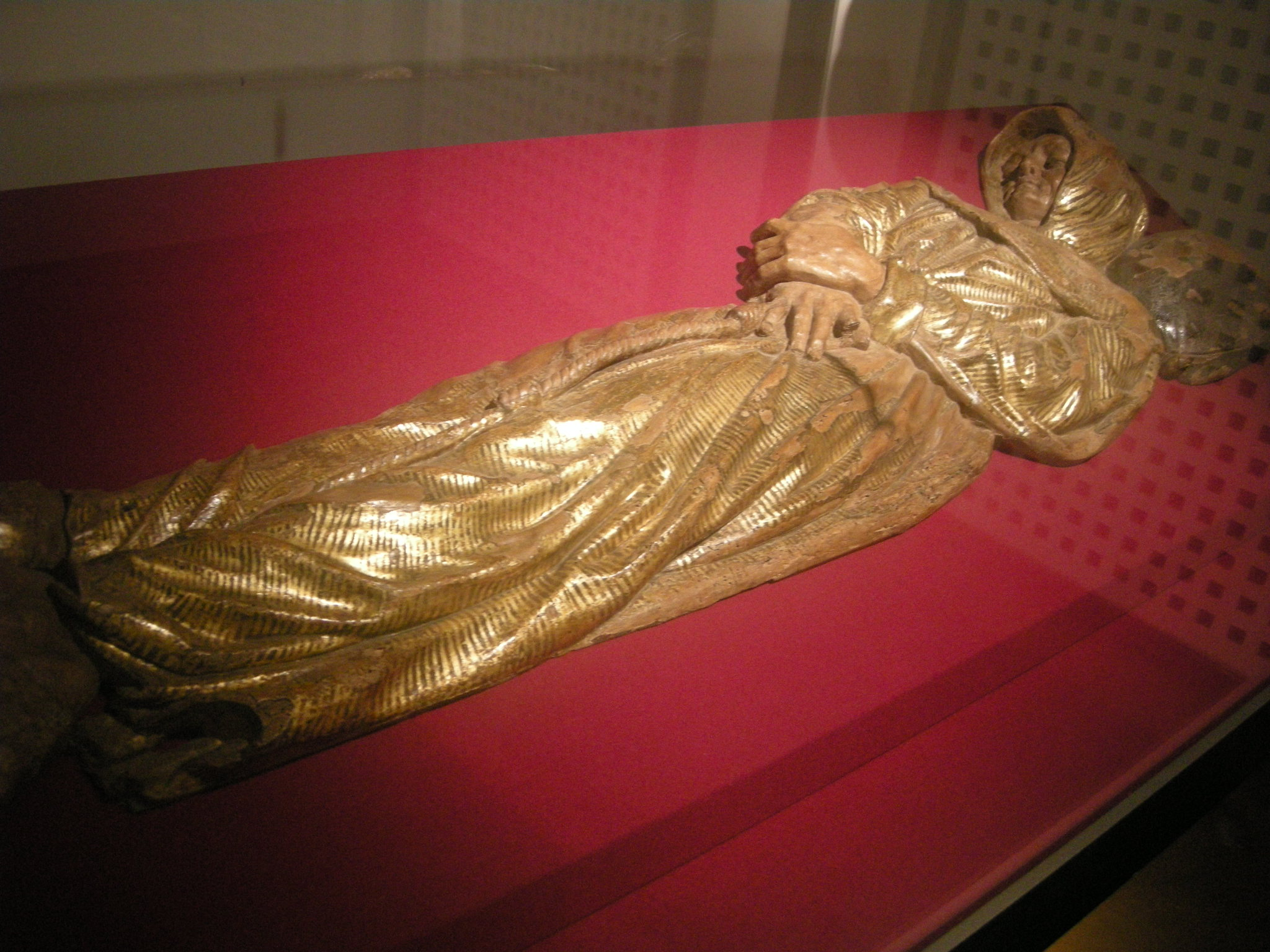
Holzstatue San Bernardino im Museo civico medievale, Bologna
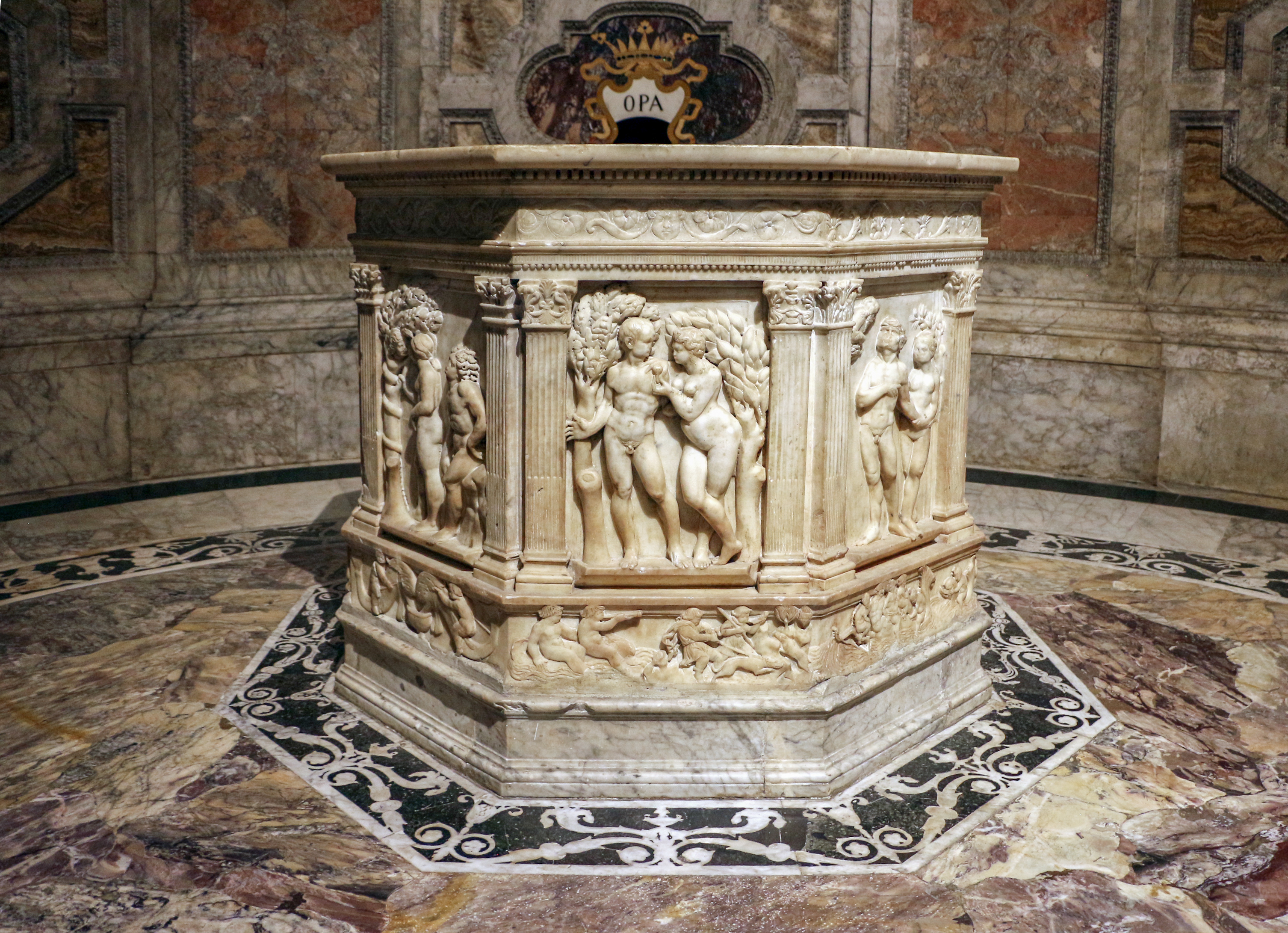
Taufbrunnen der Kathedrale von Siena, 1465–68
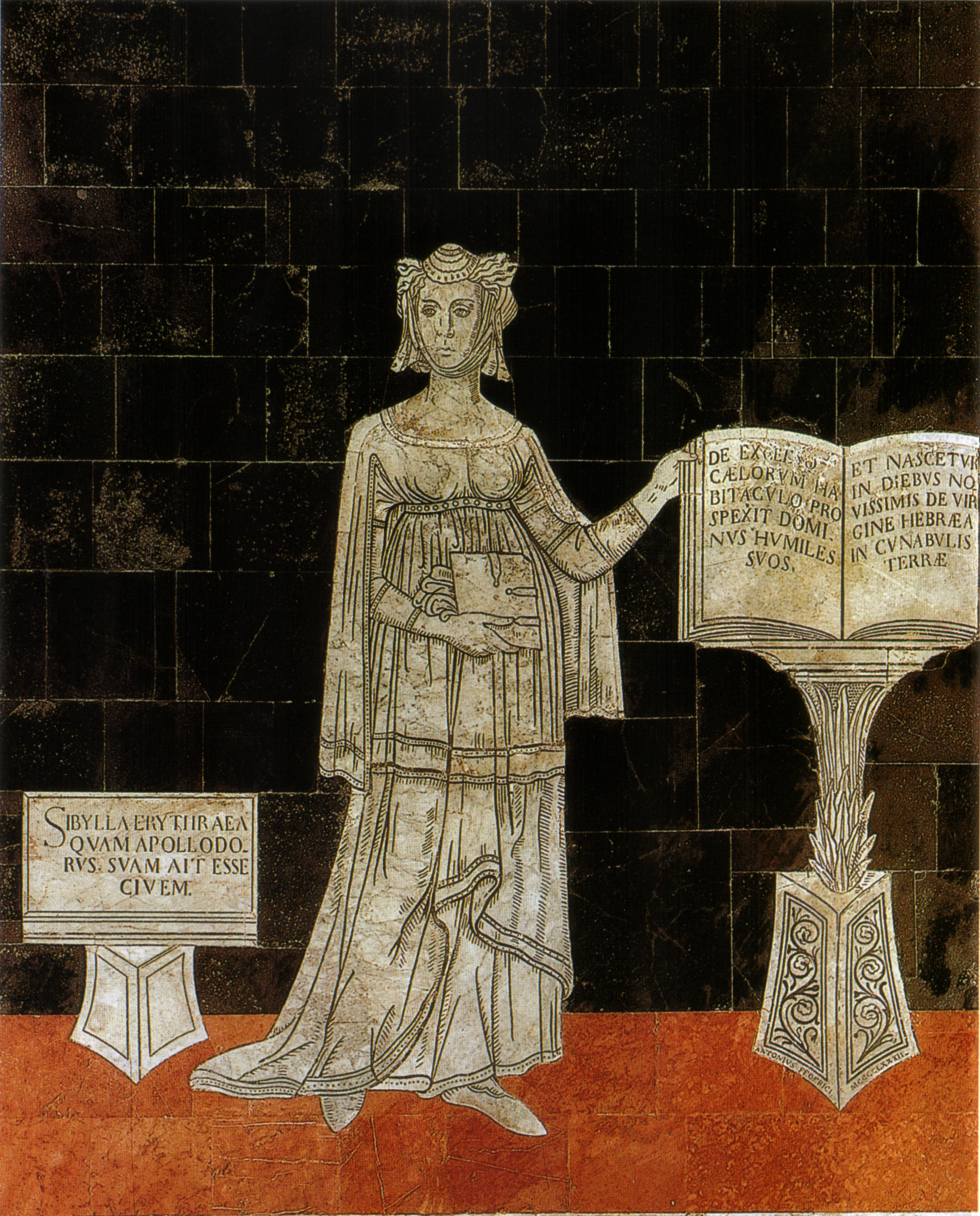
Bodensgraffito Sibylle von Erythrai im Dom von Siena, 1482 entstanden, letzte Arbeit Federighis, zumindest der Entwurf

alphabetisch
- Bologna, Museo civico medievale: San Bernardino[7]
- Carrara, Dom Sant’Andrea Apostolo: Fassadenarbeiten in Marmor (1453/1454)
- Orvieto, Dom: Sibyllenstatue Sibylle von Erythrai (1456) sowie ein Taufbecken
- Sarteano, Chiesa di San Francesco: Fassadenarbeiten (mit anderen, ca. 1480 vollendet)
- Sarteano, Palazzo Piccolomini

### Siena
- Basilica dell’Osservanza, Museo Aurelio Castelli: Grabmal (Lapide sepolcrale) von Niccolò Piccolomini, 1476 entstanden[8]
- Basilica di San Francesco: Grabmal von Vittoria Forteguerri und Silvio Piccolomini (Eltern des Papstes Pius II., um 1459 entstanden, 1655 durch Feuer zerstört)
- Chiesa delle Carceri di Sant’Ansano: Vier Fensterentwürfe und ein Portalentwurf (mit anderen, um 1443/45)
- Chiesa di Santa Maria delle Nevi: Fassade (zugeschrieben)
- Siena, Dom: mehrere Arbeiten, u. a. die Grabplatte des Carlo Bartoli (Cappella San Crescenzio, mit anderen, entstanden 1444), Fußbodensgraffiti im Seitenschiff und im Baptisterium, darunter Le sette età dell’uomo (1475, dt.: Die sieben Lebensalter)
- Loggia della Mercanzia: Statuen der hl. San Pietro, San Savino, Sant’Ansano und San Vittore (zwischen 1451 und 1459 entstanden, der San Vittore befindet sich heute im Passeggio zu Santa Maria della Scala)
- Loggia del Papa (auch Le Logge del Papa oder nur Le Logge genannt, Bauwerk zu Ehren vom Pius II., um 1462 erbaut)[9]
- Oratorio di San Bernardino (Saal 4): Madonna col Figlio (Marmorrelief)
- Palazzo Chigi Saracini: Tito, Marmorrelief, ca. 1470 entstanden
- Palazzo dei Diavoli: Ausbau des Gebäudes (1460), Capella di Palazzo dei Diavoli (auch Capella dei Turchi genannt, 1460)
- Palazzo delle Papesse (auch Palazzo Piccolomini): Gestaltung des Innenhofes und des dazugehörigen Brunnens (zugeschrieben)
- Palazzo Pubblico: Dachverzierung der Cappella di Piazza (1461 bis 1468) sowie die Holzskulpturen Sant’Ambrogio und Sant’Antonio Abate (ca. 1445, entstammen dem Oratorio Sant’Anna in der Via Montanini)
- Palazzo Salimbeni: Bacco, Marmorskulptur, ca. 1465 entstanden, entstammt dem Palazzo d’Elci[10]
- Santuario di Santa Caterina: Fassade des Oratorio di Santa Caterina (unsicher, um 1464 bis 1474)